# Grumman F6F Hellcat
Grumman F6F Hellcat (Mèo Hỏa Ngục) là một kiểu máy bay tiêm kích do hãng Grumman, Hoa Kỳ thiết kế và chế tạo. Hellcat cùng với chiếc Vought F4U Corsair trở nên những máy bay tiêm kích chủ lực trang bị cho tàu sân bay của Hải quân Hoa Kỳ vào nửa sau của Thế Chiến II.
Hellcat là kiểu máy bay thành công nhất trong lịch sử hải quân, tiêu diệt 5.171 máy bay địch trong phục vụ Hải quân và Thủy quân lục chiến Hoa Kỳ (5.163 chiếc tại Thái Bình Dương và 8 chiếc trong chiến dịch miền Nam nước Pháp), cộng thêm 52 chiến tích nữa của Hải quân Hoàng gia Anh trong Thế chiến II. Sau chiến tranh, Hellcat được nhanh chóng rút khỏi phục vụ tiền tuyến, và chính thức nghỉ hưu khỏi vai trò tiêm kích bay đêm trong các phi đội hỗn hợp vào năm 1954.

## Thiết kế và phát triển

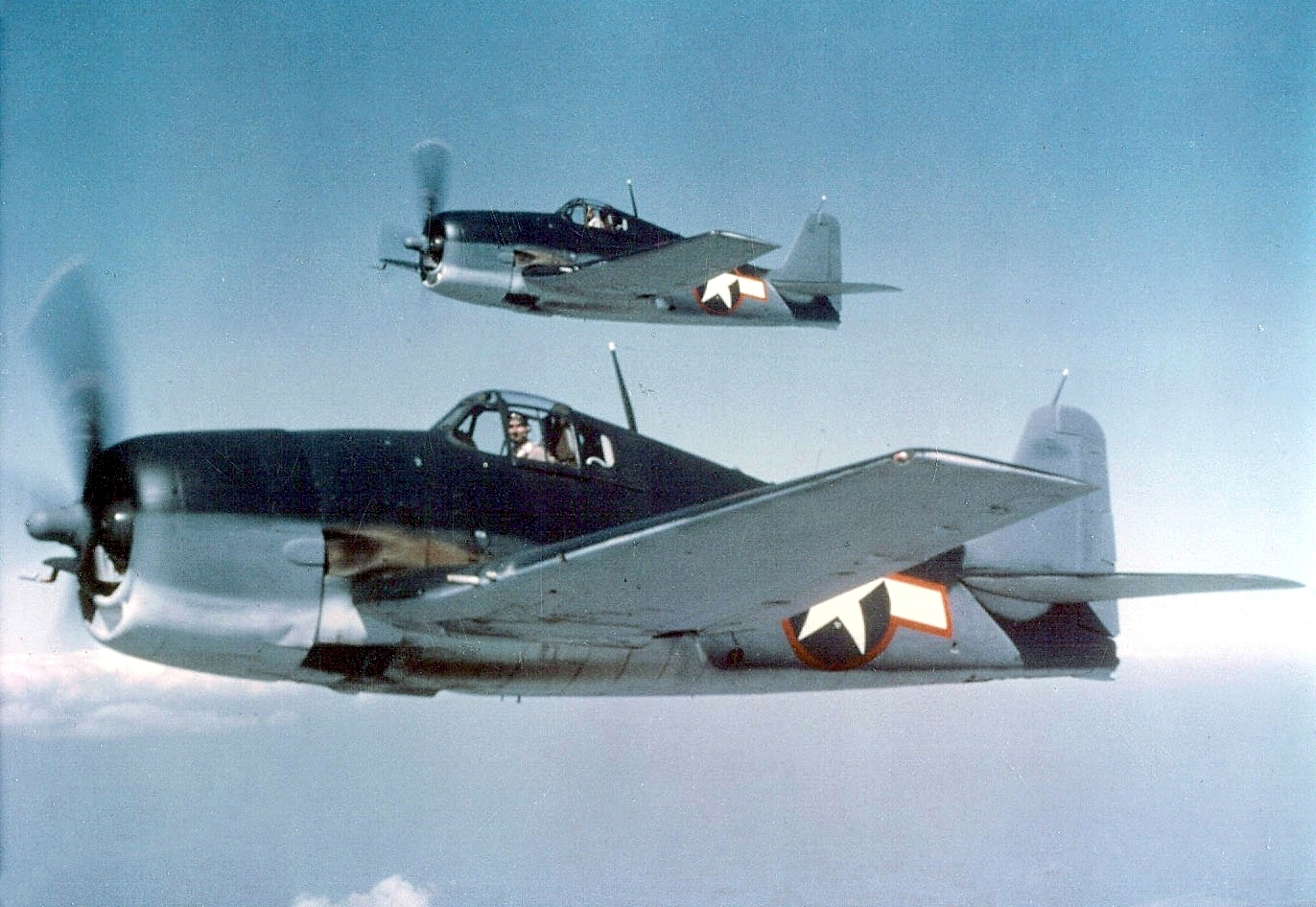
Grumman F6F-3 Hellcat, 1 tháng 1-1943

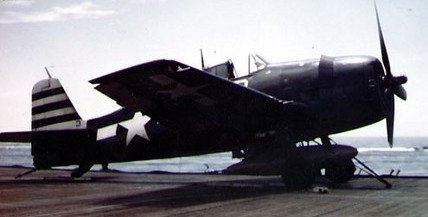
F6F-5 sẵn sàng cất cánh từ tàu sân bay USS Randolph

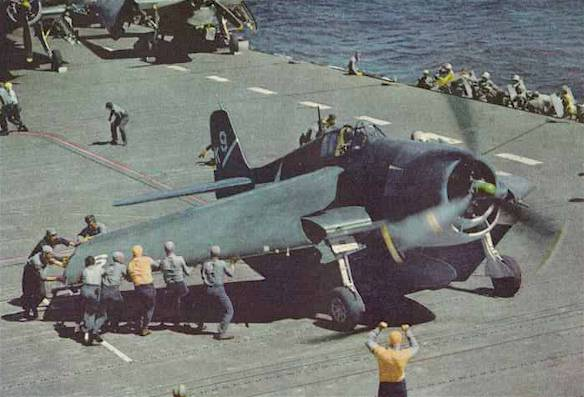
Grumman F6F-3 Hellcat trên tàu sân bay USS Yorktown (CV-10) đang mở cánh ra trước khi được phóng đi

Grumman F6F-3 Hellcat sơn màu ngụy trang đậu trên sàn đáp

Grumman đã làm việc cho một máy bay tiếp nối F4F Wildcat lâu trước khi Đế quốc Nhật Bản tấn công Trân Châu Cảng. Dù F4F là một máy bay tiêm kích có khả năng, những đối địch ban đầu cho thấy kiểu A6M Zero của Nhật cơ động hơn và có tốc độ lên cao nhanh hơn F4F, cho dù F4F có một số ưu thế so với Zero. Wildcat chịu đựng được một lượng tổn hại đáng kể so với Zero, và trang bị vũ khí tốt hơn. F4F cũng bổ nhào nhanh hơn Zero, một ưu thế mà phi công Wildcat thường dùng để né tránh sự tấn công của Zero. Những ưu điểm đó được mang vào F6F kèm theo những cải tiến khác, tạo ra kiểu máy bay tiêm kích vượt trội Zero hoàn toàn. Hợp đồng cho chiếc nguyên mẫu XF6F-1 được ký vào ngày 30 tháng 6 năm 1941. F6F ban đầu được lắp động cơ Wright R-2600 Cyclone 1.700 mã lực (1.268 kW), nhưng căn cứ trên kinh nghiệm chiến đấu giữa F4F Wildcat và Zero, Grumman quyết định cải tiến chiếc máy bay tiêm kích của họ vượt trội sự khống chế của Mitsubishi A6M Zero trên Mặt trận Thái Bình Dương. Grumman trang bị động cơ Pratt & Whitney R-2800 Double Wasp 2.000 mã lực (1.500 kW) ước lượng sẽ có tác dụng nâng tính năng bay thêm được 25%. Nguyên mẫu trang bị động cơ Cyclone (02981) bay lần đầu ngày 26 tháng 6 năm 1942 trong khi kiểu gắn động cơ Double Wasp, chiếc XF6F-3 (02982) bay lần đầu ngày 30 tháng 7 năm 1942.
Cùng được đề nghị trang bị cho các nguyên mẫu của Hellcat, kiểu XF6F-2 gắn một loại động cơ turbin siêu tăng áp nhưng chỉ cải thiện được chút ít tính năng, và cho đến khi có nhu cầu cải thiện tốc độ từ phía hạm đội, biến thể này, cùng với kiểu siêu tăng áp 2 tốc độ XF6F-3, bị bỏ qua. Sau này, các biến thể F6F-4 và F6F-5 được hưởng lợi từ những phát triển tiên phong đó.
Giống như Wildcat, Hellcat được thiết kế để sản xuất dễ dàng và chịu đựng các tổn hại đáng kể. Vỏ giáp bọc khoang lái cân nặng 96 kg (212 lb) được gắn để bảo vệ phi công, cũng như kính chống đạn, vỏ bọc quanh bình dầu động cơ và tản nhiệt dầu động cơ. Thùng nhiên liệu tự hàn kín giảm thiểu hơn nữa nguy cơ cháy và thường cho phép máy bay bị tổn hại có thể quay về căn cứ. Phi công "Ách" mọi thời đại của Hải quân Hoa Kỳ, Đại úy David McCampbell lập mọi chiến công của ông trên chiếc Hellcat. Một lần ông đã mô tả F6F như là "...một máy bay tiêm kích vượt trội. Tính năng bay tốt, dễ lái và làm một bệ súng vững vàng. Nhưng cái làm tôi nhớ nhiều nhất là nó rất chắc chắn và dễ bảo trì." 
Chiếc máy bay đầu tiên ra khỏi dây chuyền sản xuất, đặt tên là F6F-3, bay vào ngày 3 tháng 10 năm 1942 và sẵn sàng tác chiến tại phi đoàn VF-9 trên chiếc USS Essex vào tháng 2 năm 1943.
Hai tiểu biến thể bay đêm của F6F-3 cũng được phát triển. F6F-3E, biến thể từ khung kiểu-3, trang bị radar AN/APS-4 trong một bầu trên cánh phải. Chiếc F6F-3N sau đó, lần đầu ra mắt vào tháng 7 năm 1943, trang bị radar AN/APS-6. Đến tháng 11-1943, kiểu Hellcat bay đêm lần đầu hoạt động. Việc gắn radar AN/APS-6 cho những chiếc F6F-5 để cải biến thành F6F-5N, và một số ít F6F-5 cũng được trang bị máy ảnh cho nhiệm vụ trinh sát như chiếc F6F-5P.
Thay cho bộ bánh đáp hẹp của Wildcat xếp vào thân vận hành bằng tay quay do phi công điều khiển, Hellcat trang bị bánh đáp rộng hơn vận hành bằng thủy lực xoay 90° và xếp gọn ra phía sau trong cánh. Cánh được gắn thấp thay vì gắn giữa thân và gấp lên giống như các biến thể sau này của Wildcat, cho phép Hellcat gọn gàng, xếp sát nhau trên sàn đáp.
Vũ khí trang bị tiêu chuẩn của F6F bao gồm 6 súng máy Browning M2HB cỡ nòng.50" (12,7 mm) với 400 viên đạn mỗi khẩu; sau này được tăng cường 3 đế gắn mang được tải trọng bom hơn 900 kg (2.000 lbs). Đế giữa có khả năng mang một thùng nhiên liệu phụ vứt được 568 L (150 U.S. gallon). Nó cũng mang được 6 rocket HVAR (High Velocity Aircraft Rocket) 127 mm (5 in), 3 rocket dưới mỗi cánh.
Biến thể tiếp theo và là kiểu thông dụng nhất, F6F-5, có một số cải tiến như là các bề mặt điều khiển máy bay toàn kim loại, thay cửa sổ sau bằng vỏ giáp, cải tiến tầm nhìn qua kính, và rất nhiều cải tiến nhỏ khác. Một cải tiến khác cho F6F-5 là số lượng lớn vũ khí trang bị được hơn nhiều so với tiêu chuẩn 6 súng máy 12,7 mm. Thử nghiệm trang bị pháo cho Hellcat không tiến triển thành phiên bản sản xuất, cho dù kiểu phối hợp 2 pháo Hispano 20 mm (0,79 in) mang được 220 quả đạn mỗi khẩu, cùng một cặp súng máy cỡ nòng.50" (12,7 mm) mang được 400 viên đạn mỗi khẩu sau đó được dùng trên phiên bản bay đêm F6F-5N. Tất cả F6F-5 sản xuất đều dùng được nhiều cấu hình vũ khí khác nhau, nhưng chỉ phiên bản bay đêm F6F-5N có radar là dùng vũ khí mới nhất.
Hai chiếc F6F-5 được trang bị động cơ hình tròn 18 xi lanh 2.100 mã lực (1.567 kW) Pratt-Whitney R-2800-18W tăng áp 2 tầng vốn dùng cho F4U-4 Corsair. Phiên bản Hellcat mới có bộ cánh quạt 4 cánh và tên hiệu là XF6F-6. Chiếc này chứng tỏ tính năng bay tốt nhất trong loạt với tốc độ tối đa đến 417 mph. Kế hoạch sản xuất hằng loạt phiên bản này bị ngưng lại sau ngày chiến thắng Thế Chiến II.
Chiếc Hellcat cuối cùng sản xuất lăn bánh vào tháng 11 năm 1945, tổng cộng có 12.275 chiếc được sản xuất, trong đó 11.000 được sản xuất chỉ trong vòng 2 năm. Tốc độ sản xuất ấn tượng này là nhờ thiết kế nguyên bản thật hoàn hảo, chỉ yêu cầu cải biến nhỏ trong quá trình sản xuất.

## Lịch sử hoạt động

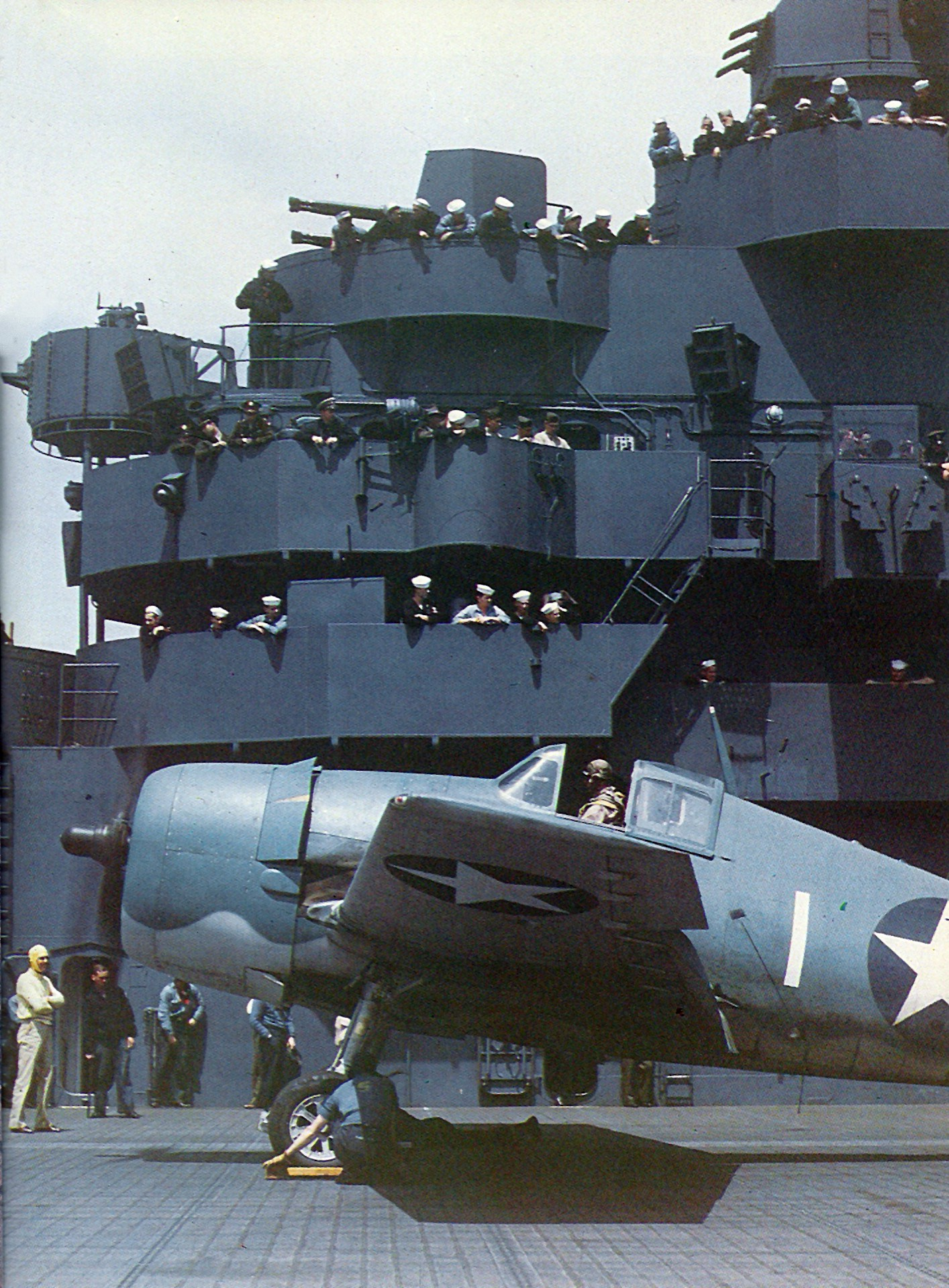
Grumman F6F-3 Hellcat vào cuối năm 1942 sơn màu ngụy trang xanh-xám

Tàu sân bay Yorktown trong chiến dịch ném bom đảo Marcus ngày 31 tháng 8-1943: Thiếu tá "Jimmy" Flatley lái chiếc F6F-3 Hellcat chuẩn bị cất cánh

Những chiếc Grumman F6F-3 Hellcat xếp cánh đậu trên sàn đáp trong khi chiếc Grumman Avenger đang hạ cánh

Chiếc Hellcat lần đầu tham chiến chống Nhật Bản vào ngày 1 tháng 9 năm 1943 khi máy bay tiêm kích từ tàu sân bay USS Independence (CVL-22) bắn rơi một thủy phi cơ trinh sát. Không lâu sau, vào ngày 23 tháng 11, Hellcat đọ chiến cùng máy bay Nhật trên vùng đảo Tarawa, bắn rơi 30 chiếc Mitsubishi A6M Zero và tổn thất một chiếc F6F. Trên không phận Rabaul, New Britain ngày 11 tháng 11 năm 1943, Hellcat giao chiến cả ngày với nhiều máy bay Nhật bao gồm A6M Zero, bắn rơi 100 mà chỉ mất vài chiếc F6F. Chiến thuật "Thach Weave" đã phát triển thành một chiến thuật đội hình vào thời đó: mỗi khi một máy bay tiêm kích địch tiến vào một bộ phận máy bay Mỹ, những chiếc Hellcat bị đuổi bắt sẽ cắt về phía đội hình đối diện trong khi đồng đội sẽ bay chéo vào buộc máy bay Nhật phải từ bỏ theo đuổi hoặc phải phơi ra trước vũ khí của Hellcat. Đây là bước khởi đầu của chiến thuật "phi đội" vẫn được dùng cho đến ngày nay, cho phép máy bay Mỹ ít cơ động hơn như chiếc Hellcat tranh chấp với đối thủ Nhật nhanh nhẹn hơn.
Hellcat từ đó hầu như tham gia tất cả các cuộc đối đầu với Không lực Nhật Bản. F6F của Hải quân và Thủy quân Lục chiến bay 66.530 phi vụ chiến đấu (chiếm 45% phi vụ chiến đấu toàn cuộc chiến, trong đó 62.386 phi vụ cất cánh từ tàu sân bay) tiêu diệt 5.163 máy bay đối phương (chiếm 56% tổng số tiêu diệt của Hải quân và Thủy quân Lục chiến toàn cuộc chiến) và mất 270 Hellcat (tỉ lệ thắng:bại chung là 19:1). Tính năng vượt trội của máy bay so với các đối thủ Nhật là: 13:1 đối với Mitsubishi A6M Zero, 9.5:1 đối với Nakajima Ki-84, 28:0 đối với Kawanishi N1K-J, và 3.7:1 đối với Mitsubishi J2M trong năm cuối cùng của cuộc chiến. Trong vai trò tấn công mặt đất, Hellcat đã thả 6.503 tấn bom.
F6F trở nên máy bay tạo Phi công "Ách" chủ yếu của Hoa Kỳ, với 306 "Ách" Hellcat. Nó là máy bay tiêm kích chính yếu của Hải quân tham gia trận đánh Biển Philippine, nơi mà quá nhiều máy bay Nhật bị bắn hạ đến mức phi công Hải quân gọi trận này là "Cuộc săn vịt trời Marianas vĩ đại". F6F chiếm tỉ lệ 75% các chiến công không chiến của Hải quân tại Thái Bình Dương. Hellcat phiên bản tiêm kích ban đêm trang bị radar xuất hiện vào đầu năm 1944.
Hải quân Hoàng gia Anh nhận được 1.263 F6F theo Luật Cho mượn-Cho thuê và gọi nó là Gannet I. Tên Hellcat sau này được gọi vào đầu năm 1943 cho đơn giản, với F6F-3 gọi là Hellcat F I; F6F-5, Hellcat F II và F6F-5N, Hellcat NF II. Chúng tham gia chiến sự tại Na Uy, Địa Trung Hải, và Trung Đông. Một số được gắn thiết bị trinh sát hình ảnh giống như F6F-5P, đặt tên là Hellcat FR II. Hellcat của Hải quân Hoàng gia Anh, cũng như các máy bay khác trong Luật Cho mượn-Cho thuê, được nhanh chóng thay bằng máy bay Anh sau khi kết thúc chiến tranh, và chỉ có 2 trong số 12 phi đội trang bị Hellcat vào ngày chiến thắng còn giữ Hellcat tính đến cuối năm 1945 . Hai phi đội này cũng bị giải thể vào năm 1946. Khi phục vụ tại Anh, Hellcat tỏ ra tương xứng ngay cả với những máy bay tiêm kích chủ yếu của Đức Quốc xã là Messerschmitt Bf 109 và Focke-Wulf Fw 190.
Sau chiến tranh, Hellcat được thay thế bằng Grumman F8F Bearcat có tính năng vượt trội hơn F6F nhưng phát triển quá trễ để tham gia cuộc chiến. Hellcat tiếp tục đảm nhiệm các vai trò ở tuyến sau của Hải quân Mỹ bao gồm huấn luyện. Hải quân Pháp được trang bị F6F-5 Hellcat và sử dụng chúng tại Đông Dương. Hải quân Uruguay cũng sử dụng chúng cho đến đầu những năm 1960.

## Các bên sử dụng
ArgentinaHải quân Argentina
 PhápHải quân Pháp
 Paraguay
 Anh QuốcHải quân Hoàng gia Anh
 Hoa KỳHải quân Hoa Kỳ, Thủy quân Lục chiến Hoa Kỳ
 UruguayHải quân Uruguay

## Đặc điểm kỹ thuật (F6F-5 Hellcat)

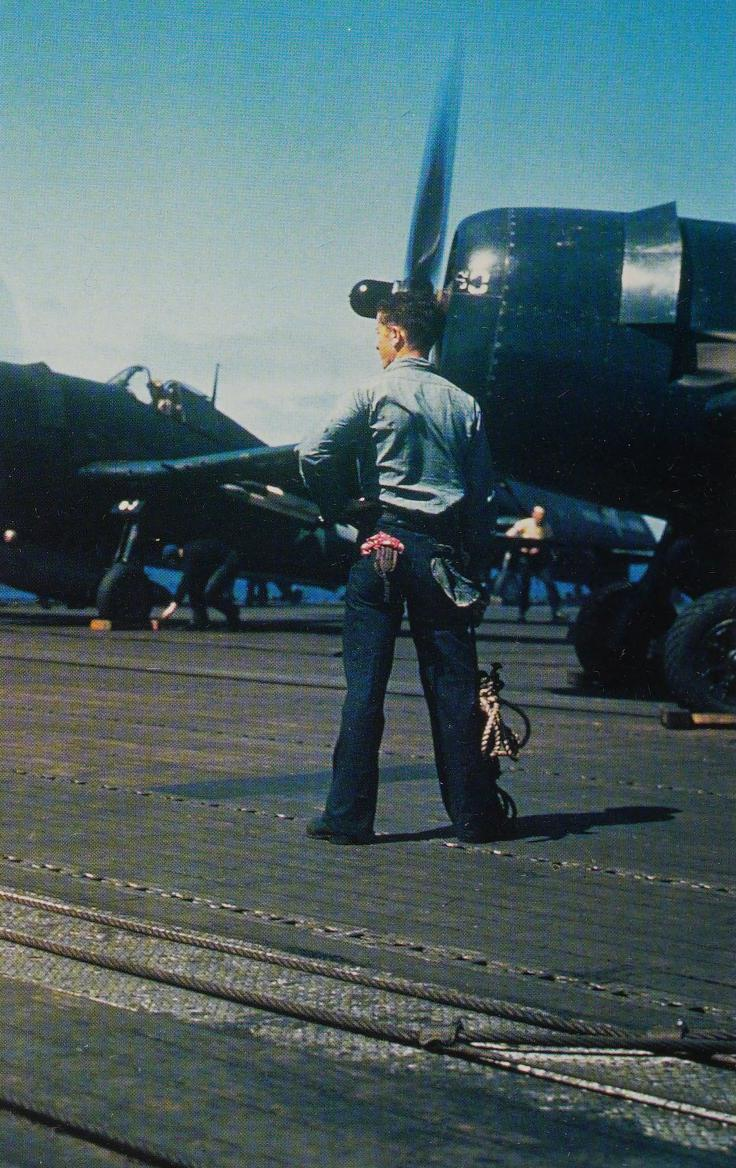
Grumman F6F-5 thuộc Phi Đội VF-82 chuẩn bị cất cánh từ tàu sân bay USS Bennington (CV-20) ngoài khơi Okinawa, tháng 5-1945.

Phục vụ sau chiến tranh: F6F-3K sơn màu cam dùng làm mục tiêu giả

Tham khảo: Quest for Performance, Jane’s Fighting Aircraft of World War II, và Standard Aircraft Characteristics

### Đặc tính chung
- Đội bay: 01 người
- Chiều dài: 10,24 m (33 ft 7 in)
- Sải cánh: 13,06 m (42 ft 10 in)
- Chiều cao: 3,99 m (13 ft 1 in)
- Diện tích bề mặt cánh: 31 m² (334 ft²)
- Kiểu cánh: NACA 23015.6 mod root; NACA 23009 tip
- Diện tích cản: 0,65 m² (7,05 ft²)
- Hệ số nâng/lực cản: 0,0211
- Tỉ lệ dài/rộng cánh: 5,5
- Trọng lượng không tải: 4.190 kg (9.238 lb)
- Trọng lượng có tải: 5.714 kg (12.598 lb)
- Trọng lượng cất cánh lớn nhất: 6.990 kg (15.415 lb)
- Thể tích nhiên liệu: 946 L (250 US gal) chứa bên trong, và tối đa 3 thùng nhiên liệu phụ vứt được dung tích 568 L (150 US gal) mỗi thùng.
- Động cơ: 1 x động cơ Pratt & Whitney R-2800-10W "Double Wasp" turbin cánh quạt bố trí hình tròn 2 hàng, có siêu tăng áp 2-tầng 2-tốc độ, công suất 2.000 mã lực (1.500 kW)
- Cánh quạt: 3 cánh kiểu Hamilton Standard, đường kính 4,0 m (13 ft 1 in)

### Đặc tính bay
- Tốc độ lớn nhất: 610 km/h (330 knot; 380 mph)
- Tốc độ chòng chành: 135 km/h (73 knot; 84 mph)
- Tầm bay tối đa: 2.460 km (1.330 nm; 1.530 mi)
- Bán kính chiến đấu: 1.520 km (820 nm; 945 mi)
- Trần bay: 11.370 m (37.300 ft)
- Tốc độ lên cao: 17,8 m/s (3.500 ft/min); lên 6.100 m (20.000 ft) trong 7,7 phút
- Lực nâng của cánh: 184 kg/m² (37,7 lb/ft²)
- Tỉ lệ công suất/khối lượng: 0,26 kW/kg (0,16 hp/lb)
- Tỉ lệ lực nâng/lực cản: 12,2
- Đường băng cất cánh: 244 m (799 ft)

### Vũ khí
- Súng:
  - 6 x súng máy 12,7 mm Browning M2, với 400 viên đạn mỗi khẩu, hoặc
  - 2 × pháo 20 mm, 225 quả đạn mỗi khẩu, và 4 × súng máy 12,7 mm Browning, với 400 viên đạn mỗi khẩu
- Bom: mang được tổng cộng 1.800 kg (4.000 lb) bao gồm:
  - Bom:
    - 1 × 450 kg (1.000 lb), 2 × 250 lb (110 kg) hay 6 × 100 lb (45 kg) bom dưới cánh

  - Ngư lôi:
    - 1 × bom 910 kg (2.000 lb) hoặc
    - 1 × Mk.13-3 mang dưới đế trung tâm
- Rocket:
  - 6 x rocket HVAR 127 mm (5 in), hoặc
  - 2 × rocket Tiny Tim 298 mm (11¾ in) không điều khiển

## Nội dung liên quan

### Máy bay liên quan
- F4F Wildcat
- F8F Bearcat

### Máy bay tương tự
- Mitsubishi A7M
- Vought F4U

### Trình tự thiết kế
- F3F - F4F - XF5F - F6F - F7F - F8F - F9F

### Danh sách liên quan
- Danh sách máy bay chiến đấu
- Danh sách máy bay quân sự Hoa Kỳ
- Danh sách máy bay trong Chiến tranh Thế giới II
- Danh sách máy bay tiêm kích